# Etienne Cerexhe
Etienne Renier Armand Auguste baron Cerexhe (Schaarbeek, 18 april 1931 – Sint-Lambrechts-Woluwe, 24 juni 2020) was een Belgisch politicus voor de PSC en magistraat. Hij was onder meer senator en rechter in het Arbitragehof.

## Biografie
Etienne Cerexhe behaalde de diploma's van doctor in de rechten, licentiaat in het notariaat en diploma hogere studies in het vergelijkend recht aan de Université catholique de Louvain en doctor aan de Universiteit van Parijs in Frankrijk. Hij was gewoon hoogleraar aan de UCL en aan de Facultés universitaires in Namen. Eveneens werkte hij als kabinetschef op het ministerie van Waalse Aangelegenheden en het ministerie van Binnenlandse Zaken en Ambtenarenzaken.
Hij werd tevens politiek actief voor de PSC en zetelde voor deze partij van 1985 tot 1993 in de Senaat: van 1985 tot 1991 als gecoöpteerd senator en van 1991 tot 1993 als provinciaal senator voor Brabant. Hij was tevens:
- ondervoorzitter van het Institut International du droit d'expression et d'inspiration françaises (IDEF)[2]
- ereconsul van Burkina Faso

Op 1 december 1993 werd Cerexhe benoemd tot rechter in het Arbitragehof (sinds 2007 Grondwettelijk Hof). Hij bleef dit tot zijn emeritaat op 18 april 2001, toen hij de leeftijdsgrens van 70 jaar bereikte.
Op 2 juni 2010 verkreeg hij erfelijke adeldom en de persoonlijke titel van baron.
Zijn zoon Benoît Cerexhe werd ook politiek actief.
- Bibliothèque nationale de France: cb11895757n (data)
- Gemeinsame Normdatei: 170176495
- International Standard Name Identifier: 0000 0001 1658 191X
- Library of Congress Control Number: n83026166
- Nationale Bibliotheek van Israël: 987007339431805171
- Nederlandse Thesaurus van Auteursnamen: 067647111
- Système universitaire de documentation: 026774569
- Virtual International Authority File: 64003276
- WorldCat: E39PBJhmFMBYRTGrgv3yGKvPwC